# Gump – pes, který naučil lidi žít (kniha)
Gump – pes, který naučil lidi žít je dětská kniha, jejímž autorem je Filip Rožek. Kniha byla vydána v roce 2019. Jedná se o příběh vyprávěný očima toulavého psa Gumpa.

## Charakteristika postav
- Gump – hlavní postava, oddaný, každému vytváří přezdívku podle vůně
- Bedřich Kozí bobek – dobrosrdečný bezdomovec, nálezce Gumpa
- Veronika Rybička – milující psy, ochranitelská, ruce jí voněly po rybích karbanátkách
- Dáša Nemocnice – zlá, majetnická, přítelkyně Bedřicha
- Dita Sušenka – hodná, nemá štěstí v lásce, majitelka dvou psů
- Oříšek – workoholik, bratr Sušenky, zpočátku nemající rád psy, Gump mu otevře oči

## Obsah
Kniha vypráví příběh hlavního hrdiny Gumpa, který se se svými sourozenci ocitl v krabici v popelnici a kterého zachránil bezdomovec Bedřich. Stanou se z nich přátelé, rozdělí je však Bedřichova přítelkyně Dáša, Gumpa vloží do tašky a vhodí do vagonu vlaku, aby odjel co nejdál od domova. Gump okamžitě začne pátrat po svém ztraceném příteli, čeká ho však cesta plná překážek a pastí. Nakonec se dostává k Oříškovi, workoholikovi, kterého nezajímá nic jiného než jeho práce. Gump Oříška naučí chodit na procházky, najde mu lásku a udělá z Oříška lepšího člověka.

## Inspirace dílem

### Filmová adaptace
V roce 2021 natočil F. A. Brabec film Gump – pes, který naučil lidi žít. Do hlavních rolí obsadil Bolka Polívku, Evu Holubovou, Ivanu Chýlkovou, Karla Rodena, či Richarda Krajča. Zatímco kniha má konec otevřený, filmové zpracování konec příběhu obsahuje.

### Audiokniha
V roce 2021 bylo dílo vydáno jako audiokniha. Gumpovi propůjčil svůj hlas Ivan Trojan.  

## Zajímavosti
Výtěžek z knihy putuje na transparentní účet organizace Se psem mě baví svět na záchranu opuštěných psů v útulcích. Zakladatelem této organizace je sám autor knihy, Filip Rožek. Kniha získala v roce 2020 ocenění Magnesia Litera.